# جيف مالون
جيف مالون (بالإنجليزية: Jeff Malone) مواليد 28 يونيو 1961 في موبيل، هو لاعب كرة سلة أمريكي سابق أصبح مدرباً وحمل الرقم 24 و25. يبلغ طوله 6 قدم 4 بوصة (1.9 م).

## فرق لعب لها
- واشنطن ويزاردز
- يوتاه جاز
- فيلادلفيا سفنتي سيكسرز
- ميامي هيت

## روابط خارجية
- جيف مالون على موقع إن بي أي (الإنجليزية)
- جيف مالون على موقع سبورتس رفرنس (الإنجليزية)
- جيف مالون على موقع كلية كرة السلة في سبورتس رفرنس.كوم (الإنجليزية)
- جيف مالون على موقع ريلجم (الإنجليزية)
- جيف مالون على موقع بروبوليرز (الإنجليزية)
- جيف مالون على موقع قاعة جورجيا للمشاهير الرياضية (مؤرشف) (الإنجليزية)
- جيف مالون على موقع قاعة جورجيا للمشاهير الرياضية (مؤرشف) (الإنجليزية)